# Tromsø-híd

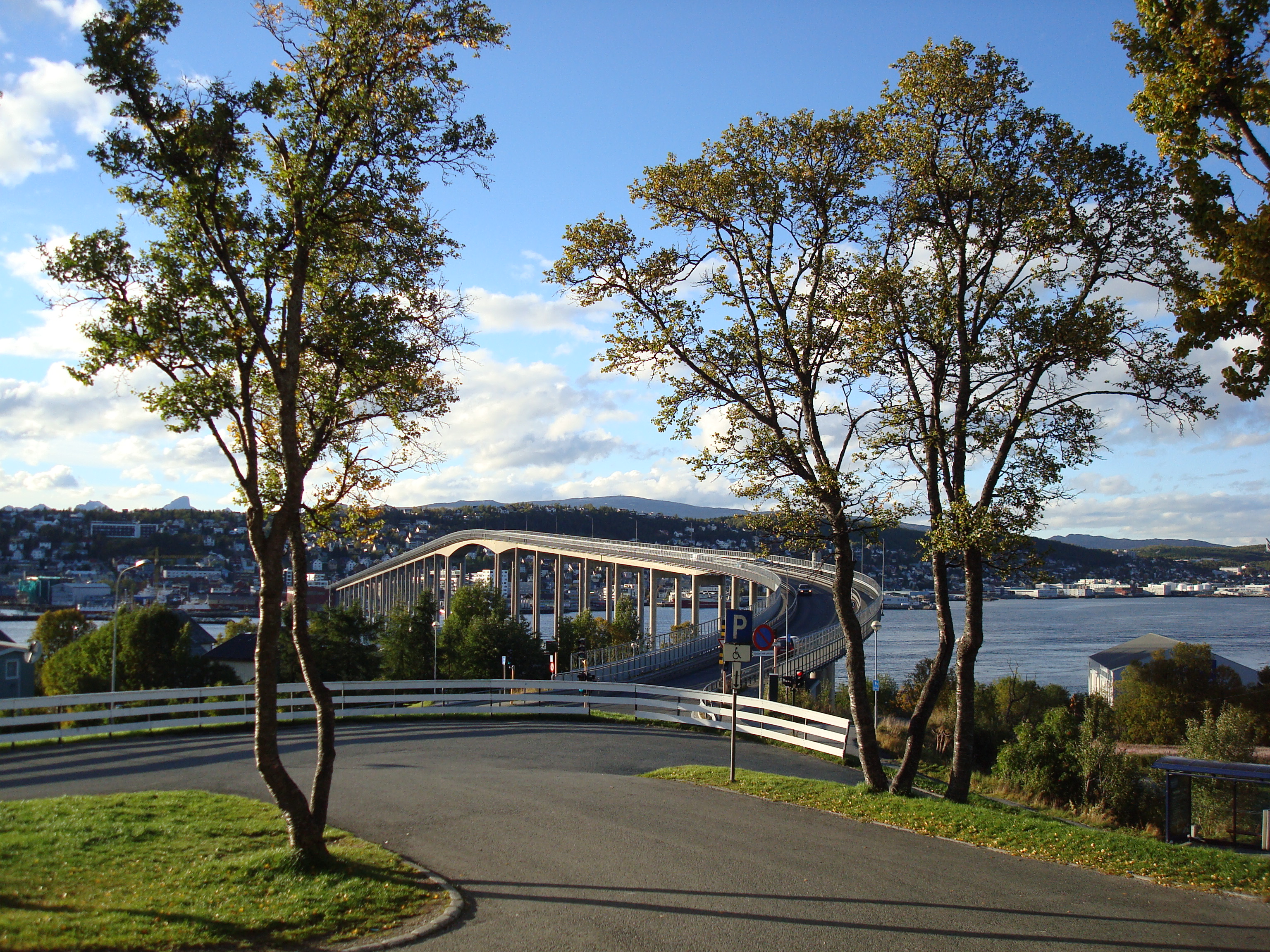

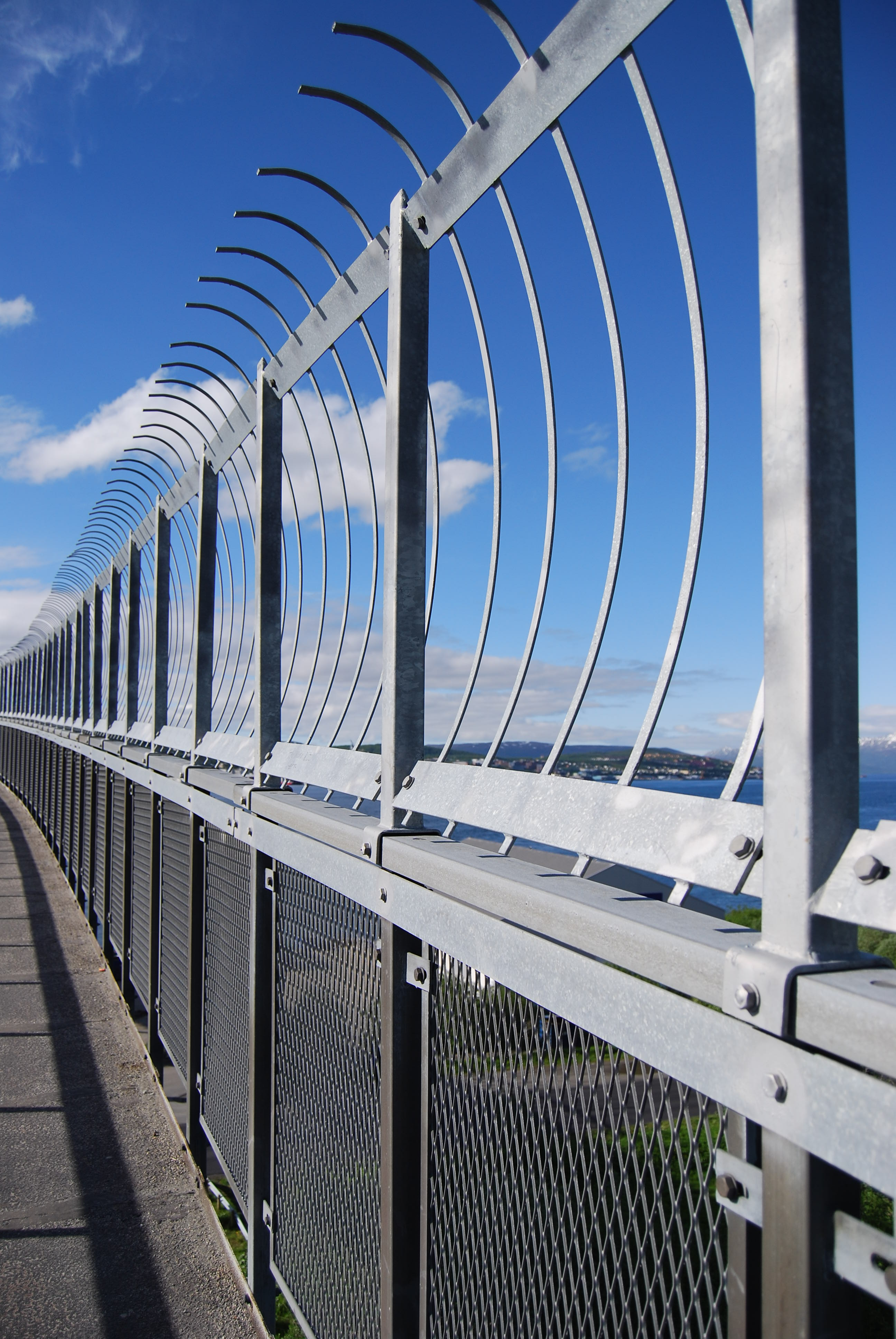

A Tromsø-híd (norvégül:Tromsøbrua) konzolos közúti híd Tromsø városában, Norvégia északnyugati részén. A Tromsøysundet-szoros felett ível át összekötve Tromsdalent Tromsøyával. Építése 1958-ban kezdődött és 1960-ban adták át a közúti forgalomnak. Átadásakor ez volt Észak-Európa leghosszabb hídja a maga 1036 méteres hosszúságával. A hídnak 58 nyílása van, melyek közül a legnagyobb támaszköze 80 méter, a tengerszinttől számítva 38 méteres szabad magassággal. Építésekor 14,5 millió norvég koronába került a híd megépítése. A híd egy korábbi híd helyett épült fel és nagyban hozzájárult Tromsø városának fejlődéséhez. A forgalom megnövekedése miatt az összeköttetést a kilencvenes években kiegészítették a Tromsøysund-csatornával. A hídtól északi irányban három kilométernyire lévő csatorna megépítése ellenére még mindig ez az az összeköttetés, amely közvetlenül Tromsø belvárosába vezet. 
A Tromsø-híd volt az első konzolhíd Norvégiában. A híd  Tromsø városának egyik fő látványossága. 2000-ben a Norvég Kulturális Örökségvédelmi Hivatal védelem alá vette, mely meggátolja, hogy a hídon komolyabb változtatásokat vihessenek végbe.

## Fordítás
Ez a szócikk részben vagy egészben  a   Tromsø Bridge című angol Wikipédia-szócikk ezen változatának fordításán alapul.  Az eredeti cikk szerkesztőit annak laptörténete sorolja fel. Ez a jelzés csupán a megfogalmazás eredetét és a szerzői jogokat jelzi, nem szolgál a cikkben szereplő információk forrásmegjelöléseként.